# Jazz-Nekrolog 2005

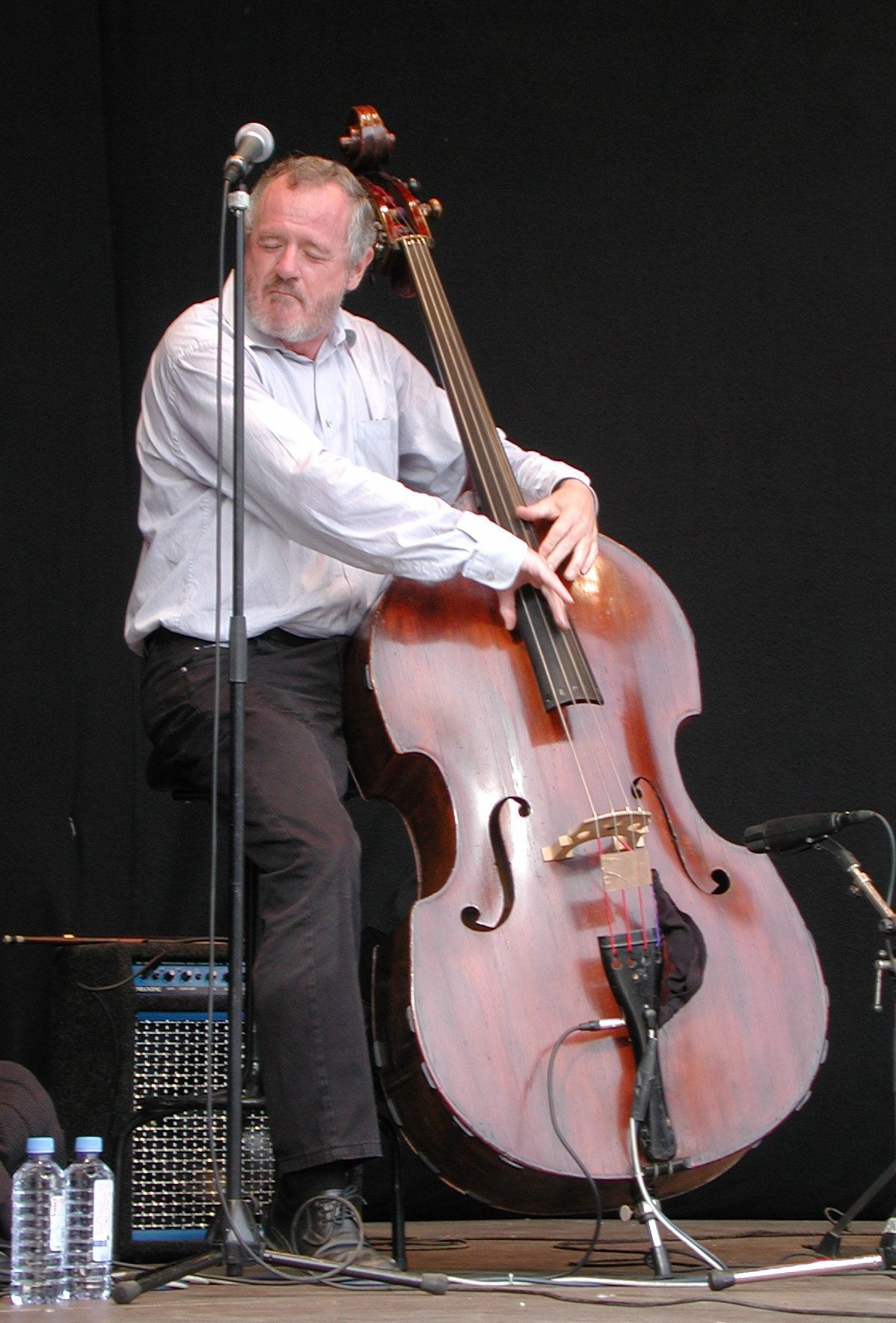
Niels-Henning Ørsted Pedersen
27. Mai 1946 – 19. April 2005

Nekrolog
◄◄
| ◄
| 2001
| 2002
| 2003
| 2004
| 2005 | 2006 | 2007 | 2008 | 2009 | ► | ►►
Weitere Ereignisse | Allgemeiner Nekrolog 2005
Die Beschreibung der verstorbenen Person sollte so kurz wie möglich gehalten sein und nur deren signifikante Tätigkeit(en) enthalten.
Neue Namen ggf. auch unter dem Geburts- und Sterbedatum, also etwa unter 1. Januar und im Geburts- und Sterbejahr (2024) eintragen (nur bei entsprechender großer Wichtigkeit). Für Beispiele siehe die schon vorhandenen Artikel.
Außerdem über die fünf zuletzt Verstorbenen, zu denen es einen ausreichend guten Artikel für eine Präsentation auf der Hauptseite gibt, nach der todesbedingten Überarbeitung der Artikel ggf. auch unter Wikipedia Diskussion:Hauptseite informieren und sie am besten auch in den anderen Wikipedia-Sprachversionen eintragen. Tipp: Regelmäßig bei news.google.de nach „ist tot“, „gestorben“ oder „verstorben“ suchen.
Wenn eine Person gestorben ist, gibt es viele Seiten zu dieser Person in der Wikipedia, die davon auch betroffen sind und entsprechend aktualisiert werden müssen. Beispiele: Namenübersichtsseite, Geburtsjahr, Geburtsort-Seiten und viele mehr.
Wie finde ich die betroffenen Seiten?
Im Suchfeld auf der linken Seite gibt man den Suchbegriff so ein: „Vorname Nachname“. Dann klickt man auf Volltext und alle Seiten mit entsprechendem Suchtext werden aufgerufen. Hier sieht man dann schnell, wo auch das Todesjahr Sinn macht oder sogar ein Teil des Artikels angepasst werden muss. Auch hilft das „Werkzeug“ auf der linken Seite sehr gut, um solche Seiten aufzufinden: „Links auf diese Seite“. Somit ist die Wikipedia wieder aktuell in allen Bereichen! Hinweis: bei Eintragung der Kategorie „Gestorben JAHR“ wird der Missbrauchsfilter 49 ausgelöst, was jedoch nicht schlimm ist. Siehe: Spezial:Missbrauchsfilter/49

## 1. Quartal
| Tag         | Name                | Herkunft/Beruf                                                  | Alter | Beleg |
| ----------- | ------------------- | --------------------------------------------------------------- | ----- | ----- |
| 4. Januar   | Guy Pedersen        | französischer Bassist                                           | 74    |       |
| 6. Januar   | Les Robinson        | US-amerikanischer Saxophonist                                   | 90    |       |
| 7. Januar   | Clive Burrows       | britischer Saxophonist                                          | 65    |       |
| 10. Januar  | Theo Meurs          | niederländischer Trompeter                                      | 64    |       |
| 18. Januar  | Billy Tolles        | US-amerikanischer Saxophonist                                   | 81    |       |
| 21. Januar  | Gianni Bedori       | italienischer Musiker                                           | 74    |       |
| 21. Januar  | Mort Fega           | US-amerikanischer Diskjockey und Rundfunkmoderator              | 83    |       |
| 27. Januar  | Paul Nash           | US-amerikanischer Gitarrist und Komponist                       | 56    |       |
| 2. Februar  | Christoph Eidens    | deutscher Vibraphonist                                          | 46    |       |
| 4. Februar  | Ed Kelly            | US-amerikanischer Organist und Pianist                          | 69    |       |
| 4. Februar  | Warren Vaché senior | US-amerikanischer Bassist                                       | 90    |       |
| 8. Februar  | Jimmy Smith         | US-amerikanischer Organist                                      | 76    |       |
| 9. Februar  | Tyrone Davis        | US-amerikanischer Sänger                                        | 66    |       |
| 15. Februar | Bill Potts          | US-amerikanischer Pianist, Komponist und Arrangeur              | 76    |       |
| 16. Februar | Danny Moore         | US-amerikanischer Trompeter                                     | 64    |       |
| 20. Februar | Pam Bricker         | US-amerikanische Sängerin                                       |       |       |
| 25. Februar | Pappo               | argentinischer Rock- und Bluesgitarrist, -sänger und -komponist | 54    |       |
| 28. Januar  | Luizão Maia         | brasilianischer Bassist und Komponist                           | 55    |       |
| 3. März     | Martin Denny        | US-amerikanischer Pianist                                       | 93    |       |
| 4. März     | Marvin Jenkins      | US-amerikanischer Pianist                                       | 72    |       |
| 5. März     | Raymond Horricks    | britischer Musikkritiker                                        | 72    |       |
| 8. März     | Larry Bunker        | US-amerikanischer Schlagzeuger und Vibraphonist                 | 76    |       |
| 12. März    | Tom Justice         | US-amerikanischer Trompeter                                     | 85    |       |
| 16. März    | Timofey Dokshitser  | ukrainischer Trompeter                                          | 84    |       |
| 16. März    | Wayne Pedzwater     | US-amerikanischer Bassist                                       | 48    |       |
| 21. März    | Bobby Short         | US-amerikanischer Sänger und Pianist                            | 80    |       |
| 24. März    | Bernard Planchenaud | französischer Schlagzeuger                                      | 80    |       |
| 30. März    | R. C. Jones         | US-amerikanischer Pianist                                       | 72    |       |

## 2. Quartal
| Tag       | Name                          | Herkunft/Beruf                                                  | Alter | Beleg |
| --------- | ----------------------------- | --------------------------------------------------------------- | ----- | ----- |
| 13. April | Johnnie Johnson               | US-amerikanischer Pianist                                       | 80    |       |
| 13. April | Salvador „Toots“ Camarata     | US-amerikanischer Trompeter                                     | 91    | [ 1 ] |
| 14. April | Benny Bailey                  | US-amerikanischer Trompeter, Flügelhornist und Sänger           | 79    |       |
| 17. April | Juan Pablo Torres             | kubanischer Posaunist                                           | 58    | [ 2 ] |
| 19. April | Stan Levey                    | US-amerikanischer Schlagzeuger                                  | 79    |       |
| 19. April | Niels-Henning Ørsted Pedersen | dänischer Bassist                                               | 58    |       |
| 22. April | Arnie Lawrence                | US-amerikanischer Tenorsaxophonist, Musikpädagoge und Komponist | 66    |       |
| 23. April | Robert Farnon                 | US-amerikanischer Komponist und Arrangeur                       | 87    |       |
| 23. April | Jimmy Woode                   | US-amerikanischer Bassist                                       | 75    |       |
| 25. April | Francis Bay                   | belgischer Posaunist und Klarinettist                           | 90    |       |
| 28. April | Percy Heath                   | US-amerikanischer Bassist                                       | 81    |       |
| 29. April | Dianne Brooks                 | US-amerikanische Sängerin                                       | 66    |       |
| 30. April | Jothan Callins                | US-amerikanischer Bassist und Trompeter                         | 62    |       |
| 30. April | Lars-Gunnar Pettersson        | schwedischer Saxophonist                                        |       |       |
| Mai       | Billie Poole                  | US-amerikanische Sängerin                                       | ≈75   |       |
| 3. Mai    | Pierre Moerlen                | französischer Schlagzeuger und Komponist                        | 52    |       |
| 5. Mai    | Brian Minter                  | britischer Trompeter                                            | 67    |       |
| 6. Mai    | Gary Frommer                  | US-amerikanischer Schlagzeuger                                  | 70    |       |
| 2005      | Henry Cain                    | US-amerikanischer Pianist                                       | ≈70   |       |
| 12. Mai   | Monica Zetterlund             | schwedische Sängerin                                            | 67    |       |
| 13. Mai   | Eddie Barclay                 | französischer Produzent                                         | 84    |       |
| 26. Mai   | Stig „Lalle“ Johansson        | schwedischer Saxophonist                                        | 81    | [ 3 ] |
| 28. Mai   | Walter Schaap                 | US-amerikanischer Musikkritiker                                 | 87    |       |
| 29. Mai   | Oscar Brown Jr.               | US-amerikanischer Sänger und Liedtexter                         | 78    |       |
| 30. Mai   | Kasper „Stranger“ Malone      | US-amerikanischer Bassist                                       | 95    | [ 4 ] |
| 31. Mai   | Daniel F. Traisci             | US-amerikanischer Klarinettist und Saxophonist                  | 83    |       |
| 14. Juni  | Bob Slata                     | kanadischer Bassist                                             |       |       |
| 2. Juni   | Wilma Dobie                   | US-amerikanische Journalistin und Autorin                       | ≈87   |       |
| 7. Juni   | Mark Manetta                  | US-amerikanischer Gitarrist                                     | 49    |       |
| 8. Juni   | Stan Wilson                   | US-amerikanischer Musiker und Songwriter                        | 83    |       |
| 15. Juni  | Per Henrik Wallin             | schwedischer Pianist, Bigband-Leader und Komponist              | 58    |       |
| 17. Juni  | Billy Bauer                   | US-amerikanischer Gitarrist                                     | 89    |       |
| 16. Juni  | Henghel Gualdi                | italienischer Klarinettist                                      | 80    |       |
| 18. Juni  | Chris Griffin                 | US-amerikanischer Trompeter                                     | 89    |       |
| 18. Juni  | Basil Kirchin                 | britischer Schlagzeuger und Komponist                           | 77    |       |
| 17. Juni  | Charlie Harmon                | US-amerikanischer Saxophonist                                   | 85    |       |
| 18. Juni  | Chris Griffin                 | US-amerikanischer Trompeter                                     | 89    |       |
| 18. Juni  | Georgia Woods                 | US-amerikanische Radiomoderatorin                               | ≈77   |       |
| 22. Juni  | Bernard Hilda                 | französischer Violinist                                         | ≈89   |       |
| 24. Juni  | Terry Morel                   | US-amerikanische Sängerin                                       | 80    |       |
| 26. Juni  | John Darville                 | dänischer Posaunist                                             | 83    |       |
| 28. Juni  | Dale Norris                   | US-amerikanischer Saxophonist                                   | 68    |       |
| 29. Juni  | Mikkel Flagstad               | norwegischer Saxophonist und Klarinettist                       | 75    |       |

## 3. Quartal
| Tag           | Name                           | Herkunft/Beruf                                                             | Alter | Beleg |
| ------------- | ------------------------------ | -------------------------------------------------------------------------- | ----- | ----- |
| 2. Juli       | Tom Talbert                    | US-amerikanischer Pianist                                                  | 80    |       |
| 3. Juli       | Pierre Michelot                | französischer Bassist, Komponist und Arrangeur                             | 77    |       |
| 4. Juli       | Big Al Downing                 | US-amerikanischer Pianist, Sänger und Songwriter                           | 65    |       |
| 4. Juli       | John Stubblefield              | US-amerikanischer Saxophonist und Flötist                                  | 60    |       |
| 9. Juli       | Darrel De Vore                 | US-amerikanischer Pianist                                                  | 66    |       |
| 9. Juli       | J. Spencer [Spencer McCormick] | US-amerikanischer Saxophonist                                              | 36    |       |
| 11. Juli      | Derek Hilton                   | britischer Pianist                                                         | 78    |       |
| 11. Juli      | Warren Luckey                  | US-amerikanischer Saxophonist                                              | 85    |       |
| 14. Juli      | Joe Harnell                    | US-amerikanischer Pianist, Komponist und Arrangeur                         | ≈81   |       |
| 16. Juli      | Blue Barron                    | US-amerikanischer Bandleader                                               | 91    |       |
| 16. Juli      | Jackie Armstrong               | britischer Posaunist                                                       | 85    |       |
| 17. Juli      | Frank Deniz                    | britischer Gitarrist                                                       | 91    |       |
| 17. Juli      | Henryk Majewski                | polnischer Trompeter                                                       | 69    |       |
| 18. Juli      | Joe Pagan                      | US-amerikanischer Perkussionist                                            | 78    |       |
| 23. Juli      | Ted Greene                     | US-amerikanischer Gitarrist                                                | 58    |       |
| 25. Juli      | Albert Mangelsdorff            | deutscher Posaunist                                                        | 76    |       |
| 27. Juli      | Guy Lefèbvre                   | französischer Sänger                                                       | ≈58   |       |
| 27. Juli      | Dom Um Romao                   | brasilianischer Perkussionist                                              | 79    |       |
| 29. Juli      | Al McKibbon                    | US-amerikanischer Bassist                                                  | 86    |       |
| 30. Juli      | Lucky Thompson                 | US-amerikanischer Saxophonist                                              | 81    |       |
| 31. Juli      | Bernard Maury                  | französischer Pianist und Arrangeur                                        | 61    |       |
| 5. August     | Spud Murphy                    | US-amerikanischer Multiinstrumentalist, Bandleader und Filmkomponist       | 96    |       |
| 6. August     | Keter Betts                    | US-amerikanischer Bassist                                                  | 77    |       |
| 7. August     | Buddy Banks                    | kanadischer Bassist                                                        | 78    |       |
| 9. August     | Detroit Junior                 | US-amerikanischer Pianist und Sänger                                       | 74    |       |
| 11. August    | Billy Robinson                 | US-amerikanischer Saxophonist                                              | 66    |       |
| 12. August    | Francy Boland                  | belgischer Bandleader, Pianist und Arrangeur                               | 75    |       |
| 15. August    | Joyce Wein                     | US-amerikanische Musikmanagerin, Mitbegründerin des Newport Folk Festivals | 76    |       |
| 15. August    | Earl Zindars                   | US-amerikanischer Komponist und Perkussionist                              | 77    |       |
| 16. August    | Vassar Clements                | US-amerikanischer Fiddlespieler                                            | 77    |       |
| 19. August    | Joseph G. Carley               | US-amerikanischer Unternehmer, Klarinettist und Musikverleger              | 84    |       |
| 23. August    | Glenn Corneille                | niederländischer Pianist                                                   | 35    |       |
| 23. August    | Brock Peters                   | US-amerikanischer Schauspieler und Sänger                                  | 78    |       |
| 26. August    | David Pitman                   | US-amerikanischer Posaunist und Saxophonist                                | 81    |       |
| 26. August    | Howard Overton                 | US-amerikanischer Schlagzeuger                                             | 64    |       |
| 27. August    | Aleksander Rjabov              | estnischer Dirigent und Klarinettist                                       | 76    | [ 5 ] |
| 31. August    | Artie Wagner                   | US-amerikanischer Pianist und Arrangeur                                    | 85    |       |
| 1. September  | Erik Frank                     | schwedischer Akkordeonist und Komponist                                    | 89    | [ 6 ] |
| 3. September  | Alonzo Pookie Johnson          | US-amerikanischer Saxophonist und Sänger                                   | ≈78   | [ 7 ] |
| 4. September  | Helmut Schlitt                 | deutscher Trompeter                                                        | 70    |       |
| 9. September  | Ezzie Samuels                  | US-amerikanischer Saxophonist                                              | 83    |       |
| 9. September  | Mel Wanzo                      | US-amerikanischer Posaunist                                                | 74    |       |
| 11. September | Al Casey                       | US-amerikanischer Gitarrist                                                | 89    |       |
| 12. September | Willi Meerwald                 | österreichischer Trompeter, Posaunist und Bassist                          | 80    |       |
| 14. September | Mike Elliott                   | US-amerikanischer Gitarrist                                                | 65    |       |
| 25. September | Georges Arvanitas              | französischer Pianist und Organist                                         | 74    |       |
| 25. September | Lou Carter                     | US-amerikanischer Pianist                                                  | 87    |       |
| 25. September | Steve Marcus                   | US-amerikanischer Saxophonist                                              | 66    |       |

## 4. Quartal
| Tag          | Name              | Herkunft/Beruf                                      | Alter | Beleg         |
| ------------ | ----------------- | --------------------------------------------------- | ----- | ------------- |
| 3. Oktober   | Alfredo Rodríguez | US-amerikanischer Jazzmusiker                       | 68    |               |
| 14. Oktober  | Oleg Lundstrem    | russischer Orchesterleiter                          | 89    |               |
| 16. Oktober  | Len Dresslar      | US-amerikanischer Sänger                            | 80    |               |
| 20. Oktober  | Shirley Horn      | US-amerikanische Sängerin                           | 71    |               |
| 24. Oktober  | Ron Simmonds      | kanadischer Trompeter, Pianist und Sänger           | 77    |               |
| 29. Oktober  | Rodney Richardson | US-amerikanischer Bassist                           | 88    |               |
| 1. November  | Skitch Henderson  | US-amerikanischer Pianist und Bandleader            | 87    |               |
| 3. November  | Eddie Alley       | US-amerikanischer Schlagzeuger                      | 95    |               |
| 5. November  | Dennis Armitage   | britischer Saxophonist, Pianist und Maler           | 77    | (PDF; 211 kB) |
| 12. November | Arne Forchhammer  | dänischer Pianist                                   | 71    |               |
| 13. November | Harry Gold        | britischer Saxophonist, Arrangeur und Bandleader    | 98    |               |
| 16. November | Roy Brooks        | US-amerikanischer Schlagzeuger                      | 67    |               |
| 19. November | Bob Enevoldsen    | US-amerikanischer -Posaunist, Bassist und Arrangeur | 85    |               |
| 22. November | Ken Mackintosh    | britischer Saxophonist                              | 86    |               |
| 27. November | Joe Jones         | US-amerikanischer Sänger                            | 79    |               |
| 3. Dezember  | Al Mattaliano     | US-amerikanischer Trompeter                         | 75    |               |
| Dezember     | Francois Postif   | französischer Musikkritiker                         | 78    |               |
| 5. Dezember  | Harry Pepl        | österreichischer Gitarrist                          | 60    |               |
| 10. Dezember | Finn Ziegler      | dänischer Violinist und Vibraphonist                | 70    |               |
| 14. Dezember | Lulu Gontsana     | südafrikanischer Schlagzeuger                       | 45    |               |
| 14. Dezember | Fred Sharp        | US-amerikanischer Gitarrist                         | 83    |               |
| 17. Dezember | Adolphus Morris   | US-amerikanischer Bassist                           | 90    |               |
| 19. Dezember | Billy Amstell     | britischer Klarinettist                             | 94    |               |
| 24. Dezember | Joe Madrid        | kolumbianischer Pianist und Arrangeur               | 60    |               |
| 25. Dezember | Derek Bailey      | britischer Gitarrist                                | 75    |               |
| 26. Dezember | Bill De Arango    | US-amerikanischer Gitarrist                         | 84    |               |
| 29. Dezember | Jan Jirucha       | tschechischer Posaunist und Sänger                  | 60    |               |

## Genaues Datum unbekannt
| Tag  | Name              | Herkunft/Beruf                                            | Alter | Beleg |
| ---- | ----------------- | --------------------------------------------------------- | ----- | ----- |
| März | Gerd Mayer-Mendez | deutscher Bassist                                         |       |       |
| 2005 | Ozren Depolo      | kroatischer Saxophonist, Flötist, Komponist und Arrangeur | ≈75   |       |